# Resolution 1218 des UN-Sicherheitsrates
Die UN-Sicherheitsratsresolution 1218, welche sich mit dem Zypernkonflikt befasste, wurde am 22. Dezember 1998 einstimmig verabschiedet. Der Sicherheitsrat äußerte Besorgnis über mangelnde Fortschritte bei der politischen Lösung und unterstützte die Bemühungen des Generalsekretärs Kofi Annan. Die Parteien wurden aufgefordert, Gewalt zu vermeiden, ausländische Truppen zu reduzieren, UN-Vorschläge zur Spannungsreduzierung umzusetzen und an Fortschritten in substantiellen Fragen zu arbeiten. Der Generalsekretär sollte den Sicherheitsrat regelmäßig informieren.